# The Harvest Moon
The Harvest Moon er en amerikansk stumfilm fra 1920 af J. Searle Dawley.

## Medvirkende
- Doris Kenyon som Dora Fullerton
- Wilfred Lytell som Willard Holcomb
- George Lessey som Jacques Vavin
- Earl Schenck som Fullerton
- Peter Lang som Elliott
- Marie Shotwell som Mrs. Winthrop
- Stuart Robson som Graham Winthrop
- Grace Barton som Cornelia Fullerton
- Daniel Pennell som Henri
- Edna Holland som Mercier
- Ellen Olson som Marie